# John B. Calhoun
John B. Calhoun, all'anagrafe John Bumpass Calhoun (Elkton, 11 maggio 1917 – Hanover, 7 settembre 1995), è stato un etologo statunitense, noto per i suoi studi sulla densità di popolazione e sui suoi effetti sul comportamento.
Sosteneva che l'esperimento per osservare gli effetti negativi della sovrappopolazione nei roditori potesse essere un modello di studio per il futuro dell'umanità. Durante i suoi studi, Calhoun coniò termini come "fogna del comportamento" per descrivere i comportamenti aberranti venutisi a creare in situazioni di eccessiva densità di popolazione e "quelli belli" per descrivere gli individui passivi che si sono ritirati da ogni interazione sociale. Il suo lavoro ottenne un riconoscimento internazionale, tenendo conferenze in tutto il mondo e la sua opinione è stata richiesta da gruppi diversi come la NASA e il Panel del Distretto di Columbia sul sovraffollamento nelle carceri locali. Gli studi sui ratti di Calhoun furono usati come base per lo sviluppo delle teorie sulla prossemica del 1966 dell'antropologo Edward T. Hall.

## Biografia
John Bumpass Calhoun è nato l'11 maggio 1917 a Elkton, nel Tennessee, il terzo figlio di James Calhoun e Fern Madole Calhoun. Il loro primo figlio è morto durante l'infanzia. Calhoun aveva tre fratelli: una sorella maggiore, Polly, e due fratelli minori, Billy e Dan. Suo padre era un preside del liceo che divenne membro dell'amministrazione del Dipartimento della Pubblica Istruzione del Tennessee . Sua madre era un'artista. La sua famiglia si trasferì da Elkton a Brownsville, nel Tennessee, e infine a Nashville, quando Calhoun era alle superiori.
In quel momento, iniziò a frequentare le riunioni della società ornitologica del Tennessee . Una certa signora Laskey, nota per il suo lavoro nell'inanellamento degli uccelli e nello studio dei rondoni dei camini, ebbe un'influenza fondamentale sul suo crescente interesse per gli uccelli e le abitudini degli uccelli. Calhoun ha trascorso gli anni delle scuole superiori inanellando gli uccelli e registrando le abitudini degli uccelli. Il suo primo articolo fu pubblicato su The Migrant, il giornale della Tennessee Ornithological Society, quando aveva 15 anni.
Nonostante il rifiuto del padre per aiutarlo a frequentare un'università, Calhoun ha studiato presso l'Università della Virginia dove ha conseguito il diploma di laurea in scienze biologiche nel 1939. Durante le estati, lavorò per Alexander Wetmore, capo della Smithsonian Institution di Washington, svolgendo lavori di ornitologia. Ha quindi conseguito la sua laurea e dottorato di ricerca presso la Northwestern University nel 1942 e 1943. L'argomento della sua tesi era il ritmo di 24 ore del ratto norvegese. Fu a Northwestern che incontrò la sua futura moglie, Edith Gressley, che era biologa e una studentessa in una delle sue lezioni.

### Primi studi sui ratti
Dopo essersi laureato alla Northwestern, ha insegnato all'Università Emory e all'Università statale dell'Ohio. Nel 1946, lui e sua moglie Edith si trasferirono a Towson, nel Maryland, un sobborgo di Baltimora. Calhoun ha lavorato al Rodent Ecology Project dell'Università Johns Hopkins. Nel marzo 1947, iniziò uno studio di 28 mesi su una colonia di topi norvegesi in un recinto esterno di 10 000 piedi quadri (930 m²): collocando cinque femmine (che in questo arco di tempo avrebbero potuto teoricamente generare 5000 progenie sane), Calhoun ha scoperto che la popolazione non superò i 200 individui e si è stabilizzata a 150. Inoltre, i ratti non erano casualmente sparsi in tutta l'area a disposizione, ma si erano organizzati in dodici o tredici colonie locali di una dozzina di ratti ciascuno. Ha osservato che dodici topi sono il numero massimo che può vivere armoniosamente in un gruppo naturale, oltre il quale lo stress e gli effetti psicologici funzionano come forze di rottura del gruppo.
Durante la sua permanenza presso il Jackson Lab di Bar Harbor, nel Maine, continuò a studiare la colonia di topi norvegesi fino al 1951. Mentre era a Bar Harbor, nacque la sua prima figlia, Cat Calhoun. La famiglia viveva nella pensione nella tenuta di Luquer.
Calhoun e la sua famiglia tornarono a Silver Spring, nel Maryland, nel 1951. Ha lavorato per Walter Reed Army Medical Center nella divisione di neuropsichiatria prima di ottenere la sua posizione presso il National Institutes of Health nel 1954, dove ha lavorato per i successivi 33 anni. Il 1954 fu anche l'anno in cui nacque la sua seconda figlia, la filosofa Cheshire Calhoun.

### Esperimenti sui ratti grigi
Calhoun proseguì i suoi esperimenti comportamentali, usando ratti grigi addomesticati, nel suo laboratorio al secondo piano di un grande fienile nella fattoria Casey nel paese fuori Rockville, Maryland.
L'area di ricerca è stata divisa in tre parti. Nella sezione centrale fu costruita una stanza a forma di scatola. C'era un corridoio tutt'intorno a questo box e le scale che portavano in cima ad esso. Questa scatola era divisa in 4 stanze, o habitat, 10 piedi x 14 piedi x 9 piedi ( 10 piedi (3,0 m) x 14 piedi (4,3 m) x 9 piedi (2,7 m)). Ogni stanza aveva una porta dove un ricercatore o un custode poteva entrare, e nel soffitto di ogni stanza c'era una finestra di vetro. L'attività in ogni stanza può essere osservata attraverso queste finestre. Ogni stanza era divisa in quattro quarti per 2 piedi (0,61 m) partizioni. Le rampe a "V" collegavano le penne I e II, II e III e III e IV. Le penne I e IV non erano collegate. Montato sulla parete all'angolo di ogni quartiere c'era una tana artificiale, alla quale si poteva accedere tramite una scala a chiocciola. In due quarti le "tane" erano 3 piedi (0,91 m) dal pavimento, e nelle altre due le "tane" erano 6 piedi (1,8 m) dal pavimento. Ogni quarto conteneva anche una stazione per bere e una stazione di alimentazione. Queste variazioni nell'ambiente hanno portato a differenze nei modelli di comportamento e infine al concetto di "pozzi comportamentali".
Le ricerche svolte nel laboratorio della fattoria di Casey iniziarono nel 1958 e durarono fino al 1962, quando Calhoun fu invitato a trascorrere un anno presso il Center for Advanced Study in the Behavioral Sciences di Stanford, in California.

### Esperimenti sui topi

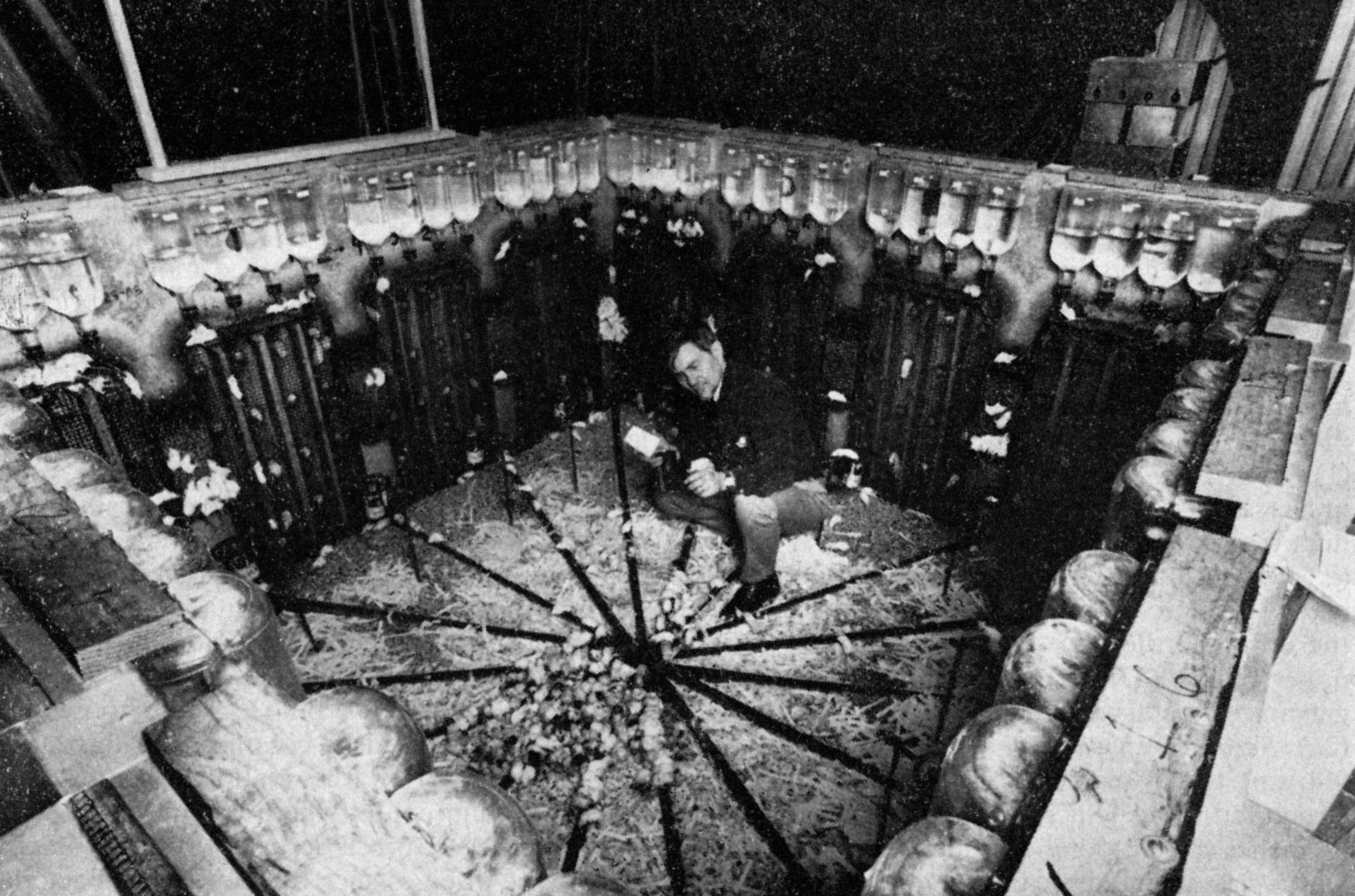
John Calhoun durante l'esperimento sui topi

All'inizio degli anni '60, l'Istituto nazionale della salute mentale (NIMH) acquistò una proprietà in una zona rurale fuori da Poolesville, nel Maryland. La struttura costruita su questa proprietà ospitava numerosi progetti di ricerca, compresi quelli diretti da Calhoun. Fu qui che nacque il suo esperimento più famoso, l'Universo 25 o Universo del topo. L'Universo 25 era formato da 16 condomini uguali disposti lungo i 4 lati di con quattro edifici su ogni lato. Calhoun rivelò alla Royal Society] che ogni edificio aveva «quattro monolocali da quattro unità senza ascensore», per un totale di 256 unità, ciascuna delle quali poteva ospitare circa 15 topi residenti.
Nel luglio 1968, quattro coppie di topi furono introdotte nell'habitat. L'habitat era un recinto metallico di 9 piedi (2,7 m) con i lati alti 4,5 piedi (1,4 m). Ognuno di essi aveva quattro gruppi di quattro condotti verticali in rete metallica. I condotti davano accesso a cassette di nidificazione, tramogge e distributori d'acqua, costantemente riforniti. Non c'erano predatori e l'unica avversità era il limite di spazio. 

John Calhoun incontra Papa Paolo VI il 27 settembre 1973

Inizialmente, la popolazione cresceva rapidamente, raddoppiando ogni 55 giorni. La popolazione raggiunse i 620 individui al giorno 315, dopodiché il tasso di crescita della popolazione è diminuita notevolmente, raddoppiando solo ogni 145 giorni. L'ultima nascita sopravvissuta avvenne il giorno 600, portando la popolazione totale a soli 2200 topi, anche se la configurazione dell'esperimento avrebbe permesso di ospitare ben 3840 topi in termini di spazio di nidificazione. Questo periodo tra il giorno 315 e il giorno 600 vide un crollo della struttura sociale e del normale comportamento sociale. Tra le aberrazioni nel comportamento c'erano le seguenti: espulsione dei giovani prima del completamento dello svezzamento, ferimento dei giovani, aumento del comportamento omosessuale, incapacità dei maschi dominanti di mantenere la difesa del loro territorio e delle femmine, comportamento aggressivo delle femmine, passività dei non dominanti maschi con attacchi aumentati l'uno contro l'altro.
Dopo il giorno 600, la crisi sociale continuò e la popolazione declinò verso l'estinzione. Durante questo periodo le femmine cessarono di riprodursi; le loro controparti maschili si ritirarono completamente, non impegnandosi mai nel corteggiamento o nei combattimenti e solo impegnandosi in compiti essenziali per la loro salute: mangiavano, bevevano, dormivano e si curarono da soli, tutte attività solitarie. Questi maschi erano caratterizzati da una pelliccia curata e sana, con assenza di cicatrici. Furono soprannominati "quelli belli". L'allevamento non riprese mai e gli schemi comportamentali furono cambiati in modo permanente.
Le conclusioni tratte da questo esperimento furono che, quando tutto lo spazio disponibile è occupato e tutti i ruoli sociali sono occupati, la competizione e gli stress sperimentati dagli individui si traducono in una rottura totale di comportamenti sociali complessi, che alla fine si tradurrà nella morte della popolazione.
Calhoun vide il destino della popolazione di topi come una metafora del potenziale destino dell'uomo. Ha caratterizzato il crollo sociale come una "seconda morte", con riferimento alla "seconda morte" menzionata nel libro biblico della Rivelazione 2:11. Il suo studio è stato citato da scrittori come Bill Perkins come un avvertimento dei pericoli di vivere in un "mondo sempre più affollato e impersonale".

## Accoglienza e eredità
Durante gli anni 1960, John Calhoun e Leonard Duhl formarono un gruppo informale, noto come "i cadetti spaziali", che si incontravano per discutere sugli usi sociali dello spazio. I membri di questo gruppo provenivano da diverse professioni come architettura, urbanistica, fisica e psichiatria. Con le stesse parole di Calhoun: "Il nostro successo nell'essere umani è derivato finora dal nostro onorare la devianza più della tradizione. Il cambiamento dei modelli ha sempre ottenuto un leggero, anche se spesso tenue, vantaggio sull'obbedienza agli stessi modelli. Ora dobbiamo cercare diligentemente quei devianti creativi dai quali, da soli, deriverà la concettualizzazione di un processo di progettazione evolutiva. Questo può assicurarci un futuro aperto alla cui realizzazione possiamo partecipare."
La Sig.ra. Frisby e i topi di NIMH , di Robert C. O'Brien e pubblicato nel 1971, è stato ispirato dal lavoro di Calhoun. Il libro in seguito ha ispirato il film d'animazione Brisby e il segreto di NIMH .
Calhoun ha scritto o curato numerose pubblicazioni, tra cui:
- Il ruolo della temperatura e della selezione naturale in relazione alle variazioni delle dimensioni del passero inglese negli Stati Uniti (1947)
- Il benessere sociale come variabile nelle dinamiche della popolazione (1957)
- Calcolo della gamma domestica e della densità dei piccoli mammiferi (con James U. Casby, 1958)
- The Ecology and Sociology of the Norway Rat (1962)
- Ambiente e popolazione: problemi di adattamento: un libro sperimentale che integra dichiarazioni di 162 collaboratori (a cura di, 1983)

Calhoun è morto il 7 settembre 1995 all'età di 78 anni. I suoi articoli sono stati donati alla National Library of Medicine da Edith Calhoun e dall'American Heritage Center.
Il suo lavoro è stato applicato al potenziale futuro degli umani nel libro Tragedy in Mouse Utopia: An Ecological Commentary on Human Utopia di JR Valentyne nel 2006.
Un documento del 2008 pubblicato dalla London School of Economics ha esaminato l'"influenza culturale" degli esperimenti di Calhoun.
Mike Freedman ha diretto un documentario attingendo pesantemente a quest'opera, Critical Mass, che è stato distribuito nel 2012.

## Opere
- John Calhoun, Crowding and Social Behavior in Animals, Anchor Books, 1947–1948.
- John B. Calhoun, The Study of Wild Animals under Controlled Conditions, in Annals of the New York Academy of Sciences, vol. 51, 1950,  pp. 1113-22, DOI:10.1111/j.1749-6632.1950.tb27339.x.
- John B. Calhoun, The Social Aspects of Population Dynamics, in Journal of Mammalogy, vol. 33, n. 2, American Society of Mammalogists, 1952,  pp. 139-159, DOI:10.2307/1375923.
- John, B. Calhoun, Chapter 22: A Behavioral Sink, in Bliss, Eugene L. (a cura di), Roots of Behavior, New York, Harper, 1962, OCLC 1282144.
- John B. Calhoun, Population density and social pathology, in Scientific American, vol. 206, n. 2, 1962,  pp. 139-148, PMID 13875732.
- Calhoun, John, B. (Nov 1972). "Plight of the Ik and Kaiadilt is seen as a chilling possible end for Man". Smithsonian . Vol. 3 n. 8. pp. 27–32. ISSN 0037-7333 . OCLC 58002970 .
- John B Calhoun, Environment and Population: Problems and Adaptation: An Experimental Book Integrating Statements by 162 Contributors, Praeger, 1983,  p. 486, ISBN 0-275-90955-7.   John B Calhoun, Environment and Population: Problems and Adaptation: An Experimental Book Integrating Statements by 162 Contributors, Praeger, 1983,  p. 486, ISBN 0-275-90955-7.   John B Calhoun, Environment and Population: Problems and Adaptation: An Experimental Book Integrating Statements by 162 Contributors, Praeger, 1983,  p. 486, ISBN 0-275-90955-7.